# Elezioni parlamentari nelle Filippine del 2016
Le elezioni parlamentari nelle Filippine del 2016 si tennero il 9 maggio per il rinnovo del Congresso (elezione della Camera dei rappresentanti e rinnovo parziale del Senato; ebbero luogo contestualmente alle elezioni presidenziali, alle elezioni governatoriali (per i governatori, i vicegovernatori e i consigli provinciali delle 81 province e della Regione Autonoma nel Mindanao Musulmano) e alle elezioni comunali (per i sindaci, i vicesindaci e i consigli comunali delle 145 città e di 1.489 comuni).

## Risultati

### Senato
I posti contestati per le elezioni generali del 2016 furono 12. Per determinare i candidati vincenti, le Filippine utilizzarono un sistema di voto a scrutinio plurinominale maggioritario. Con l'intero paese che funse da collegio unico, i dodici candidati con il maggior numero di voti vennero eletti ufficialmente come membri del Senato.
I nomi dei dodici nuovi Senatori furono proclamati ufficialmente il 19 maggio 2016. Vi fu il ritorno di quattro ex Senatori, la rielezione di altri tre e l'ingresso di cinque nuovi membri.
| Class.          | Candidati | Candidati              | Liste                            | Voti       | %     |
| --------------- | --------- | ---------------------- | -------------------------------- | ---------- | ----- |
| 1               |           | Franklin Drilón        | Partito Liberale                 | 18.607.391 | 41.52 |
| 2               |           | Joel Villanueva        | Partito Liberale                 | 18.459.222 | 41.39 |
| 3               |           | Vicente Sotto III      | Coalizione Popolare Nazionalista | 17.200.371 | 38.51 |
| 4               |           | Panfilo Lacson         | Indipendente                     | 16.926.152 | 37.82 |
| 5               |           | Richard Gordon         | Indipendente                     | 16.719.322 | 37.28 |
| 6               |           | Juan Miguel Zubiri     | Indipendente                     | 16.119.165 | 35.87 |
| 7               |           | Manny Pacquiao         | Alleanza Nazionalista Unita      | 16.050.546 | 35.67 |
| 8               |           | Risa Hontiveros        | Akbayan                          | 15.955.949 | 35.56 |
| 9               |           | Francis Pangilinan     | Partito Liberale                 | 15.915.213 | 35.53 |
| 10              |           | Sherwin Gatchalian     | Coalizione Popolare Nazionalista | 14.953.768 | 33.58 |
| 11              |           | Ralph Recto            | Partito Liberale                 | 14.271.868 | 31.79 |
| 12              |           | Leila de Lima          | Partito Liberale                 | 14.144.070 | 31.55 |
| 13              |           | Francis Tolentino      | Indipendente                     | 12.811.098 | 28.64 |
| 14              |           | Sergio Osmeña III      | Indipendente                     | 12.670.615 | 28.20 |
| 15              |           | Martin Romuáldez       | Lakas-CMD                        | 12.325.824 | 27.60 |
| 16              |           | Isko Moreno Domagoso   | Pwersa ng Masang Pilipino        | 11.126.944 | 24.95 |
| 17              |           | TG Guingona            | Partito Liberale                 | 10.331.157 | 22.92 |
| 18              |           | Jericho Petilla        | Partito Liberale                 | 7.046.580  | 15.77 |
| 19              |           | Mark Lapid             | Aksyon                           | 6.594.190  | 14.71 |
| 20              |           | Neri Javier Colmenares | Makabayan                        | 6.484.985  | 14.48 |
| 21              |           | Edu Manzano            | Indipendente                     | 5.269.539  | 11.61 |
| 22              |           | Roman Romulo           | Indipendente                     | 4.824.484  | 10.79 |
| 23              |           | Susan Ople             | Partito Nazionalista             | 2,775,191  | 6.07  |
| 24              |           | Alma Moreno            | Alleanza Nazionalista Unita      | 2.432.224  | 5.42  |
| 25              |           | Greco Belgica          | Indipendente                     | 2.100.985  | 4.62  |
| 26              |           | Raffy Alunan           | Indipendente                     | 2.032.362  | 4.45  |
| 27              |           | Larry Gadon            | Kilusang Bagong Lipunan          | 1.971.327  | 4.40  |
| 28              |           | Rey Langit             | Alleanza Nazionalista Unita      | 1.857.630  | 4.12  |
| 29              |           | Lorna Kapunan          | Aksyon                           | 1.838.978  | 4.03  |
| 30              |           | Dionisio Santiago      | Indipendente                     | 1.828.305  | 4.02  |
| Totale          | Totale    | Totale                 | Totale                           | 44.979.151 |       |
| Voti non validi |           |                        |                                  |            |       |
| Votanti         |           |                        |                                  |            |       |
| Elettori        | Elettori  | Elettori               | Elettori                         | 55.736.801 |       |

## Conseguenze
Già dopo i primi exit poll, Ferdinand Marcos Jr. richiese una revisione dei sistemi informativi utilizzati dal Comelec durante le elezioni. Malgrado le assicurazioni di Andres Bautista, il Senatore criticò anche l'interferenza del project manager venezuelano Marlon Garcia, accusato di aver manomesso l'hash code dei server del Comelec la notte del 9 maggio (a conteggio non ancora completato). Ciò avrebbe portato, secondo Marcos, ad un'errata trasmissione dei voti. Garcia si difese affermando che la sua manovra non aveva avuto alcun effetto sui risultati e di aver apportato la modifica solamente per ragioni estetiche, in quanto la lettera ñ non risultava correttamente visualizzata nelle macchine. Successivamente il Comelec rifiutò la richiesta di IS auditing di Marcos.
L'esito delle elezioni fu seguito con apprensione in tutto il paese. Non mancarono le accuse di irregolarità e massicci brogli elettorali. Il Presidente uscente Benigno Aquino III fu accusato di aver falsificato i risultati delle elezioni, manipolando lo spoglio delle schede, a favore dei candidati del Partito Liberale.
Benché la schiacciante vittoria del populista Rodrigo Duterte fosse considerata ineccepibile, il successo di soli 260.000 voti di Leni Robredo su Bongbong Marcos fu oggetto di numerose contestazioni. Il 30 maggio, giorno delle proclamazioni ufficiali dei candidati vincenti, migliaia di persone organizzarono cortei di protesta per denunciare i risultati ufficiali. Lo stesso giorno, tre whistleblower si recarono nella sede del Senato, accompagnati dal pastore Boy Saycon Jr. del Council for Philippine Affairs, dichiarando di aver manomesso i risultati ufficiali per assicurare la vittoria della Robredo, a scapito di Marcos. Essi affermarono infatti di aver sottratto 300.000 voti a Marcos e di averne aggiunti 200.000 a nome della Robredo, nella sola provincia di Quezon; oltre a quest'ultima anche Mar Roxas e Franklin Drilón avrebbero presumibilmente beneficiato dei brogli. Il Partito Liberale negò fermamente qualsiasi accusa nei suoi confronti, invitando gli accusatori a presentare prove concrete.
Il 22 luglio Marlon Garcia ha ammesso l'utilizzo da parte del COMELEC di altri server non ufficiali, oltre ai tre autorizzati per le elezioni.